# Сивилья, Себастьян
Себастьян Сивилья (итал. Sebastiano Siviglia; род. 29 марта 1973, Палицци, Калабрия) — итальянский футболист, выступавший на позиции защитника; тренер.

## Карьера
Севилья родился в Палицци, провинция Реджо-ди-Калабрия, и начал свою карьеру в «Одаксе», клубе Серии D из города Раваньезе, Реджо-ди-Калабрия, на юге Италии. Затем он провёл три сезона в «Парме», клубе севера Италии.
Затем Сивилья вернулся в серию D и стал игроком «Ночерины» в 1993 году. В том же сезоне команда заняла второе место в группе H и перешла в разряд профессионального футбола (а именно в Серию C2, четвёртый по силе дивизион итальянского футбола). Клуб выиграл группу C чемпионата в 1995 году и снова получил повышение. Сивилья с командой занял третье место в группе B с «Ночериной», уступив, однако, «Асколи» в первом раунде плей-офф (полуфинале).